# Бернгард Кулльман
Бернгард Кулльман (нім. Bernhard Cullmann, нар. 1 листопада 1949, Рьотсвайлер-Ноккенталь) — колишній німецький футболіст, що грав на півзахисника. Відомий, зокрема, виступами за футбольний клуб «Кельн», а також збірну ФРН.

## Кар'єра
Бернгард Кулльман розпочав свою кар'єру у клубі «Порц», де грав доки у 1970 році його не підписав «Кельн». За кельнців у Бундеслізі він зіграв 341 матч і забив 29 голів, став чемпіоном країни у сезоні 1977–78, та володарем кубку в сезонах 1976–77, 1977–78, 1982–83.
У збірній ФРН Кулльман виступав з 1973 по 1980 рік та провів 40 ігор, забивши 6 голів. Бернгард брав участь в чемпіонатах світу 1974 і 1978, здобувши в 1974 році з німецькою командою титул чемпіона. Чотири роки по тому в Аргентині команда Гельмута Шена не змогла захистити титул. Проте його наступник Юпп Дерваль привів Кулльмана разом з німецькою командою до чемпіонства в Італії у 1980 році на чемпіонаті Європи.
Після того як він закінчив свою ігрову кар'єру у 1983 році за станом здоров'я, він був представником в компанії спортивних товарів. У листопаді 1991 року Бернгард увійшов до ради директорів «Кельна», у вересні 1993 році він прийняв від Карла-Гайнца Тейлена посаду директора. Вже у квітні 1996 року головний тренер Штефан Енгельс був звільнений, разом з ним полишив пост і Бернд Куллманн. З жовтня 1999 року по червень 2000 Куллманн був генеральним директором «Дуйсбурга».

## Титули і досягнення
«Кельн»
- Чемпіонат Німеччини
  - Чемпіон (1): 1977–78
  - Срібний призер (2): 1972–73, 1981–82
- Кубок Німеччини
  - Володар (3): 1976–77, 1977–78, 1982–83
  - Фіналіст (3): 1970, 1970–71, 1972–73, 1979–80

 Збірна Німеччини
- Чемпіонат світу
  - Чемпіон (1): 1974
- Чемпіонат Європи
  - Чемпіон (1): 1980